# قنصور حاد الأوراق
قنصور حاد الأوراق (الاسم العلمي:Colutea acutifolia) هي نوع نباتي يتبع جنس القنصور من فصيلة البقولية.